# Jelly Belly-Carlsbad Clothing/2003
Deze pagina geeft een overzicht van de wielerploeg Jelly Belly-Carlsbad Clothing in 2003.

## Renners
| Naam              | Geboortedatum | Nationaliteit    | Ploeg 2002                    |
| ----------------- | ------------- | ---------------- | ----------------------------- |
| Kirk Albers       | 06-02-1969    | Verenigde Staten | Jelly Belly-Carlsbad Clothing |
| Adam Bergman      | 30-08-1980    | Verenigde Staten | neoprof (vanaf 01-06)         |
| Benjamin Brooks   | 21-03-1979    | Australië        | neoprof                       |
| Brent Dawson      | 16-02-1978    | Verenigde Staten | Jelly Belly-Carlsbad Clothing |
| Tyler Farrar      | 02-06-1984    | Verenigde Staten | neoprof                       |
| Chris Fisher      | 04-07-1969    | Verenigde Staten | Team Saturn                   |
| Mark Fitzgerald   | 27-03-1980    | Verenigde Staten | neoprof                       |
| Brian Forbes      | 20-05-1972    | Verenigde Staten | Jelly Belly-Carlsbad Clothing |
| Mariano Friedick  | 09-01-1975    | Verenigde Staten | Jelly Belly-Carlsbad Clothing |
| Austin King       | 25-01-1981    | Verenigde Staten | Jelly Belly-Carlsbad Clothing |
| Remi McManus      | 15-05-1975    | Verenigde Staten | Jelly Belly-Carlsbad Clothing |
| Cory Steinbrecher | 14-04-1982    | Verenigde Staten | Jelly Belly-Carlsbad Clothing |
| Derek Wilkerson   | 20-03-1979    | Verenigde Staten | Jelly Belly-Carlsbad Clothing |

2000 · 2001 · 2002 · 2003 · 2004 · 2005 · 2006 · 2007 · 2008 · 2009 · 2010 · 2011 · 2012